# 디스커버 항공
디스커버 항공은 독일 프랑크푸르트에 본사를 둔 항공사로 장거리 레저노선을 중점으로 운항하는 항공사이다. 자매사인 유로윙스와 동일하게 루프트한자를 모기업으로 두고 있다.

## 역사
2021년 7월 21일, 항공운송증명을 취득한 후 프랑크푸르트에서 몸바사와 잔지바르 운항을 시작으로 기존 콘도르 항공과의 레저 노선 운항에서의 경쟁구도를 갖출 예정이다.
이후 2022년까지 항공기 규모를 대폭 확대하여 북미와 카리브해 지역 등으로도 노선망을 확대할 예정으로 모기업인 루프트한자는 중거리 레저노선의 운항도 계획 중이다.

## 보유 기종
- 2012년 4월 기준으로 유로윙스는 다음과 같은 기종을 보유하고 있으며 평균 기령은 1.9년이다.[5]